# Crowne Plaza Managua
Hotel Crowne Plaza es un lujoso hotel ubicado convenientemente en el Centro Histórico de Managua, Nicaragua. La arquitectura del edificio se asemeja a una pirámide maya. Hasta 1992 llevó el nombre de Hotel Intercontinental Managua y es aún recordado por los habitantes de la ciudad como "El Inter". Cuenta con 140 habitaciones y suites en 9 niveles con vista al lago de Managua. 
Crown Plaza ofrece a sus clientes servicios de Centro de Negocios, Restaurantes de especialidad internacional y japonesa, Bar, Piscina, Cajero ATM, Rent a Car, Lavandería, Internet Inalámbrico de alta velocidad, recepción 24 horas al día, parqueo privado.
Además, cuentan con el Centro de Convenciones Crowne Plaza con capacidad de atender eventos de hasta 3000 personas en sus 18 salones.
Entre las muchas historias relacionadas con el hotel y recordadas por los capitalinos, destacan los casi 10 meses que el magnate multimillonario Howard Hughes vivió en el hotel. Hughes alquiló todo el séptimo piso para él solo, que es donde se ubica la Suite presidencial y que ahora se llama Suite Darío y todo el sexto piso (con 26 habitaciones) y parte del octavo para sus empleados durante los meses que vivió en el país. Howard vino por negocios. Entre sus ambiciosos proyectos estaba la construcción de un oleoducto que atravesaría del Atlántico al Pacífico utilizando el paso de río San Juan. Sin embargo el terremoto de Managua del 23 de diciembre de 1972 canceló todos sus planes. Días después de la trágica noche, Hughes abandonó el país.